# Saint-Nabor
Saint-Nabor (Sankt Nabor in tedesco) è un comune francese di 489 abitanti situato nel dipartimento del Basso Reno nella regione del Grand Est.

## Società

### Evoluzione demografica
Abitanti censiti